# Robert Eibel

Robert Eibel (1971)

Robert Eibel (* 7. Juni 1906 in Vevey; † 26. Mai 1986 in Zürich) war ein Schweizer PR-Fachmann und Politiker (FDP). Eibel war ein radikaler Wirtschaftsliberaler.

## Leben
Robert Eibel, der Sohn eines Musikalienhändlers, verbrachte seine Kindheit in Strassburg. Er studierte Rechtswissenschaften an der Universität Zürich und promovierte 1931. Im Zweiten Weltkrieg war er Chef des persönlichen Stabssekretariats von General Henri Guisan. Er war Mitinitiator des Gotthardbundes.
1947 eröffnete er ein eigenes PR-Büro, das im Auftrag von Unternehmen Werbekampagnen, aber auch politische Kampagnen organisierte. 1947 war er Mitgründer der Organisation Aktion für freie Meinungsäusserung, um gegen einen behaupteten Einfluss linker Standpunkte in den Medien, gegen den Wohlfahrtsstaat und gegen einen von ihm und seinen Anhängern als defätistisch angesehenen Pazifismus vorzugehen. Von 1963 bis 1975 war er Nationalrat. 

## Werke
Sein Nachlass befindet sich im Archiv für Zeitgeschichte der ETH Zürich.
- Der Fiskus und das wirtschaftliche Reserve- und Sparkapital. Zürich: Aktionsgemeinschaft Nationaler Wiederaufbau 1948 (Zeitfragen der schweizerischen Wirtschaft und Politik; 40)
- Die Ausfuhr elektrischer Energie nach schweizerischem Recht: Die Ausfuhrbewilligungen des Bundesrates und das Expropriationsrecht für Ausfuhrleitungen. Strassburg; Leipzig; Zürich: Heitz & Co 1933 (= Dissertation, Universität Zürich).
- Wirtschaftspolitische Weichenstellungen. Zürich: Redressement National 1965 (Zeitfragen der schweizerischen Wirtschaft und Politik; 87)
- Wie verbessern wir das Verständnis für die freie Marktwirtschaft? Ludwigsburg: Martin Hoch 1969
- 70x Robert Eibel. Zürich: M. Gröber 1976